# Cleisthenes pinetorum
Espèce
Cleisthenes pinetorum est une espèce de poisson de la famille des Pleuronectidés